# Luigi Martella

Bischofswappen von Bischof Luigi Martella

Luigi Martella (* 9. März 1948 in Depressa, Provinz Lecce, Italien; † 6. Juli 2015 in Molfetta) war ein italienischer Geistlicher und römisch-katholischer Bischof von Molfetta-Ruvo-Giovinazzo-Terlizzi.

## Leben
Luigi Martella studierte Philosophie und Theologie am Priesterseminar von Treviso und am Päpstlichen interregionalen Priesterseminar von Posillipo. Am 10. April 1977 empfing er das Sakrament der Priesterweihe. Nach einem theologischen Lizentiatsstudium an der Pontificia Facoltà Teologica dell’Italia Meridionale absolvierte er ein Promotionsstudium in Moraltheologie an der Päpstlichen Akademie Alfonsiana in Rom. Von 1979 bis 1994 war er Lehrer am Lyzeum F. Capece in Maglie, Dozent für Ethik an der Schule der Lernschwestern des Krankenhauses Card. G. Panico in Tricase sowie Professor für Moraltheologie am Institut für Religionswissenschaft Giovanni Paolo II in Otranto.
Von 1979 bis 1986 war er Rektor der Wallfahrtskirche „Madonna del Rosario“ in Castro und von 1986 bis 1994 dessen erste Pfarrer. Er war Diözesanassistent für Familien der Katholischen Aktion (1980–1994). 1994 wurde er Spiritual am Päpstlichen Priesterseminar von Molfetta und übernahm die moraltheologische Ausbildung am Istituto Teologico Pugliese.
Am 13. Dezember 2000 ernannte ihn Papst Johannes Paul II. zum Bischof von Molfetta-Ruvo-Giovinazzo-Terlizzi. Der Erzbischof von Bari-Bitonto, Francesco Cacucci, spendete ihm am 10. März 2001 die Bischofsweihe; Mitkonsekratoren waren der Erzbischof von Otranto, Donato Negro, und der Apostolische Nuntius in Madagaskar, Erzbischof Bruno Musarò. Er war Vizedirektor für alle Priesterseminare in Italien.
Er war Prior der Komturei Molfetta des Ritterordens vom Heiligen Grab zu Jerusalem.